# 梅拉乔卡纳塔普拉姆
梅拉乔卡纳塔普拉姆（Melachokkanathapuram），是印度泰米尔纳德邦Theni县的一个城镇。总人口11661（2001年）。

## 人口
该地2001年总人口11661人，其中男性5853人，女性5808人；0—6岁人口1286人，其中男685人，女601人；识字率58.43%，其中男性为68.08%，女性为48.69%。